# Zyxomma atlanticum
Zyxomma atlanticum là một loài chuồn chuồn ngô thuộc họ Libellulidae. Nó là loài đặc hữu của Uganda. Môi trường sống tự nhiên của nó là các khu rừng đất thấp ẩm và vùng đất ngập nước có cây bụi nhiệt đới hoặc cận nhiệt đới.